# District fédéral du Caucase du Nord
Le district fédéral du Caucase du Nord (en russe : Северо-Кавказский федеральный округ, Severo-Kavkazski federalny okroug) est l'un des huit districts fédéraux de Russie. Il est situé à l'extrême sud-ouest du pays et correspond géographiquement à la Ciscaucasie. Il a été créé le 19 janvier 2010 par la scission du district fédéral du Sud. Le centre administratif est la ville de Piatigorsk située dans le kraï de Stavropol.

## Caractéristiques
Le district fédéral du Caucase du Nord est le plus petit district fédéral du pays (170 439 km2, 1 % de la superficie de la Russie).

### Indice de fécondité
| Année | Fécondité | Fécondité urbaine | Fécondité rurale |
| ----- | --------- | ----------------- | ---------------- |
| 2003  | 1,52      | 1,29              | 1,80             |
| 2004  | 1,69      | 1,52              | 1,87             |
| 2005  | 1,64      | 1,51              | 1,79             |
| 2006  | 1,63      | 1,44              | 1,82             |
| 2007  | 1,84      | 1,60              | 2,09             |
| 2008  | 1,96      | 1,69              | 2,25             |
| 2009  | 1,95      | 1,68              | 2,24             |
| 2010  | 1,99      | 1,71              | 2,29             |
| 2011  | 2,01      | 1,65              | 2,39             |
| 2012  | 2,00      | 1,67              | 2,37             |
| 2013  | 1,99      | 1,65              | 2,36             |
| 2014  | 2,03      | 1,68              | 2,41             |
| 2015  | 1,98      | 1,74              | 2,23             |
| 2016  | 1,94      |                   |                  |
| 2017  | 1,87      |                   |                  |
| 2018  | 1,84      |                   |                  |
| 2019  | 1,78      |                   |                  |

### Structure par âge en 2010
| Total    | Total     | Total    |
| 0-14 ans | 15-64 ans | + 65 ans |
| -------- | --------- | -------- |
| 22,3 %   | 68,7 %    | 9,0 %    |
| Urbain   |           |          |
| 0-14 ans | 15-64 ans | + 65 ans |
| 19,9 %   | 70,7 %    | 9,4 %    |
| Rural    |           |          |
| 0-14 ans | 15-64 ans | + 65 ans |
| 24,4 %   | 66,9 %    | 8,7 %    |

### Âge médian en 2010
| Total    | Total  | Total  |
| Ensemble | Hommes | Femmes |
| -------- | ------ | ------ |
| 30,5     | 29,0   | 32,0   |
| Urbain   |        |        |
| Ensemble | Hommes | Femmes |
| 31,5     | 29,9   | 33,3   |
| Rural    |        |        |
| Ensemble | Hommes | Femmes |
| 29,4     | 28,1   | 30,6   |

## Subdivisions
Le district fédéral du Caucase du Nord est composé des sujets fédéraux suivants (la capitale de chaque sujet est indiquée dans la dernière colonne) :
|      | #                                                    | Blason                                 | Territoire   | Capitale | Habitants (millions) | Established Date |
| 1    | Drapeau de la république du Daghestan                | République du Daghestan                | Makhatchkala | 3,09     | 1844                 |                  |
| 2    | Drapeau de la république d'Ingouchie                 | République d'Ingouchie                 | Magas        | 0,50     | \| 1781 \|           |                  |
| 3    | Drapeau de la république de Kabardino-Balkarie       | République de Kabardino-Balkarie       | Naltchik     | 0,86     | 1724                 |                  |
| 4    | Drapeau de la république de Karatchaïévo-Tcherkessie | République de Karatchaïévo-Tcherkessie | Tcherkessk   | 0,47     | 1825                 |                  |
| 5    | Drapeau de la république d'Ossétie du Nord           | République d'Ossétie du Nord           | Vladikavkaz  | 0,70     | 1784                 |                  |
| 6    | Drapeau du kraï de Stavropol                         | Kraï de Stavropol                      | Stavropol    | 2,80     | 1777                 |                  |
| 7    | Drapeau de la république de Tchétchénie              | République de Tchétchénie              | Grozny       | 1,51     | 1818                 |                  |
| 1781 |                                                      |                                        |              |          |                      |                  |

Tous les sujets du district sont des républiques, à l'exception du kraï de Stavropol, avec une autonomie théoriquement importante, reflet des nombreuses nationalités qui forment le Caucase.
Les tensions nationalistes y sont très vives. La Tchétchénie a déclaré son indépendance en 1991, ce qui a provoqué deux guerres ouvertes avec le pouvoir central (voir : première guerre de Tchétchénie et seconde guerre de Tchétchénie).

## Représentants Plénipotentiaires
- Alexandre Khloponine (19 janvier 2010 - 12 mai 2014)
- Sergueï Melikov (12 mai 2014 - 28 juillet 2016)
- Oleg Belaventsev (ru) (28 juillet 2016 - 26 juin 2018)
- Alexandre Matovnikov (ru) (26 juin 2018 - 22 janvier 2020)
- Iouri Tchaïka (depuis le 22 janvier 2020)